# Opel Agila
Opel Agila är en personbil i stadsbilsklassen som tillverkades av den tyska biltillverkaren Opel mellan år 2000 och 2014 i två generationer. Modellen såldes i likhet med andra Opel-modeller under Vauxhall-namnet i Storbritannien.

## Agila A (2000–2007)
Den första generationen Agila, kallad Agila A, var en omdöpt Suzuki Wagon R+, där endast motorerna skilde. Opel valde att ersätta Suzukis motor med sina egna bensinmotorer på 1,0 respektive 1,2 liters cylindervolym. Modellen tillverkades vid Opels fabrik i Gliwice i Polen mellan 2000 och 2007 då den blev ersatt av Agila B.

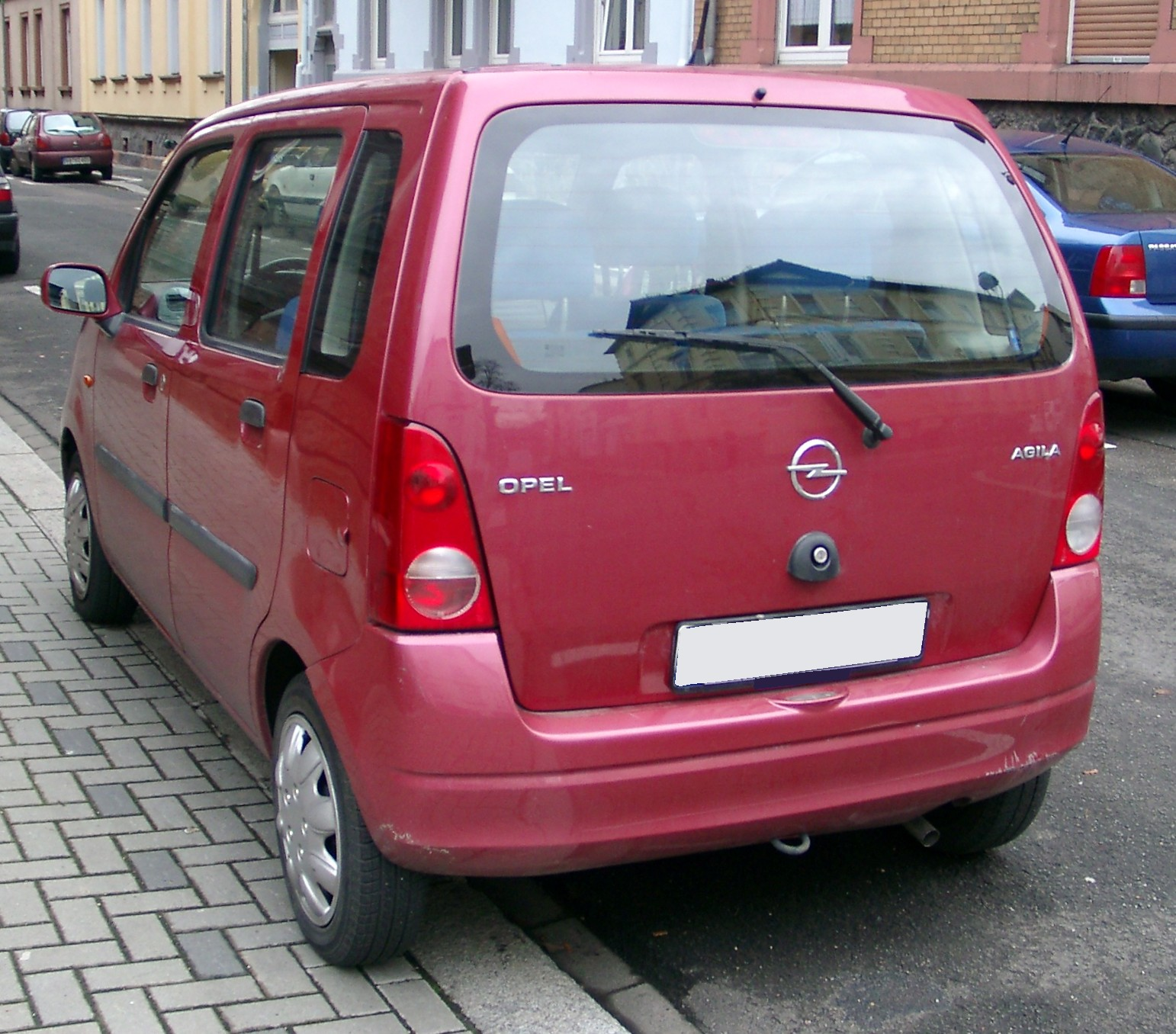
Bakparti.
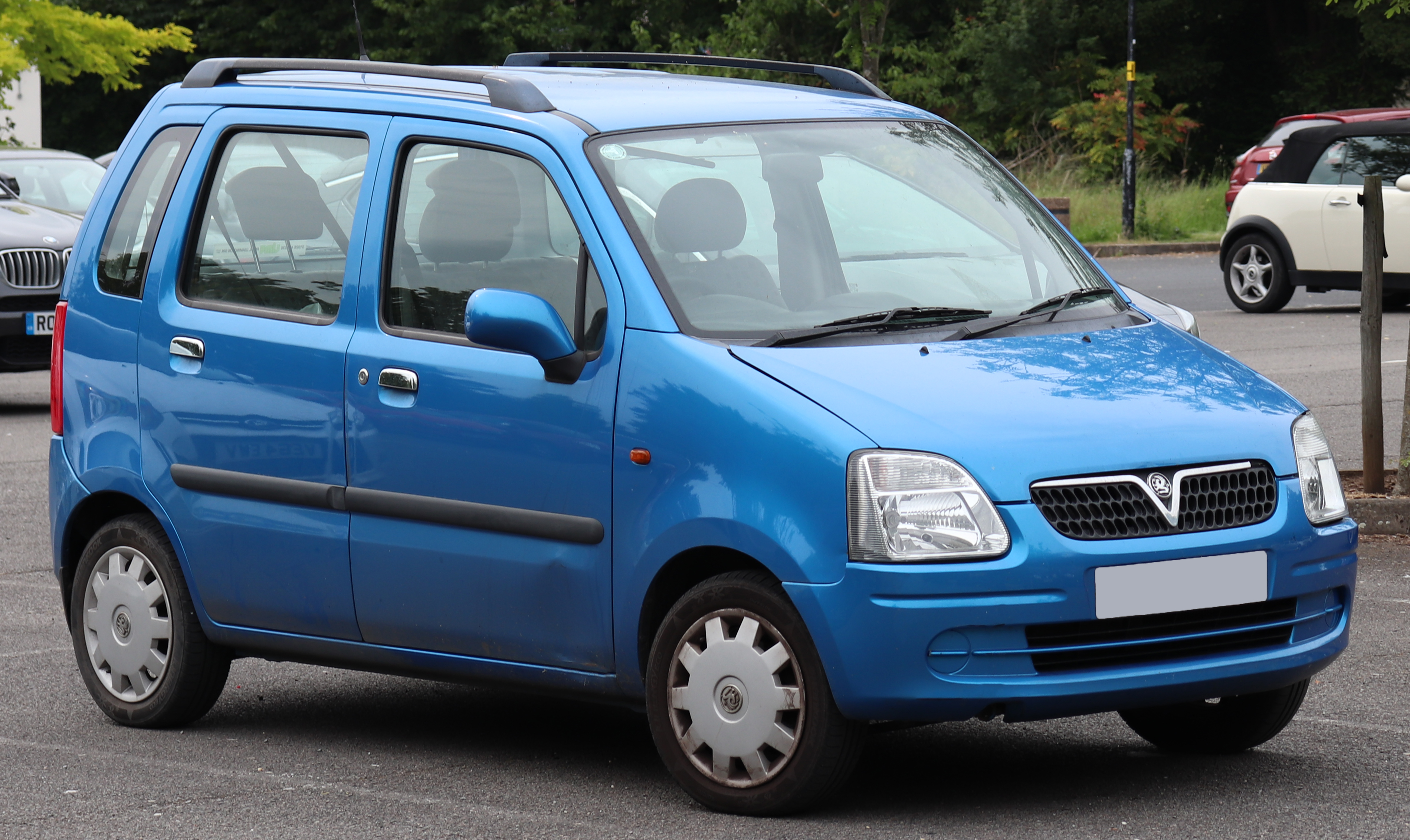
Vauxhall Agila.

### Ansiktslyft
I augusti 2003 presenterades ett ansiktslyft för både Opel- och Vauxhall-modellen. Förändringarna var främst kosmetiska på till exempel kylarmaskering och stötfångare.

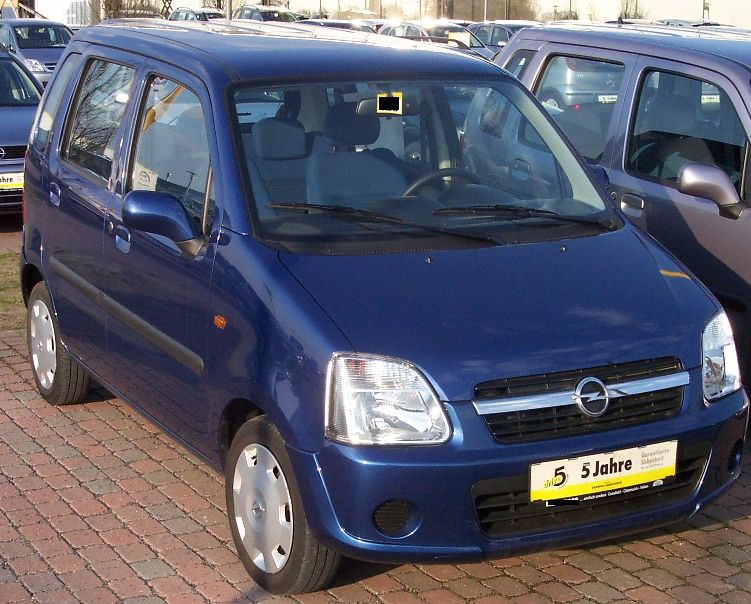
Opel Agila efter ansiktslyftet.
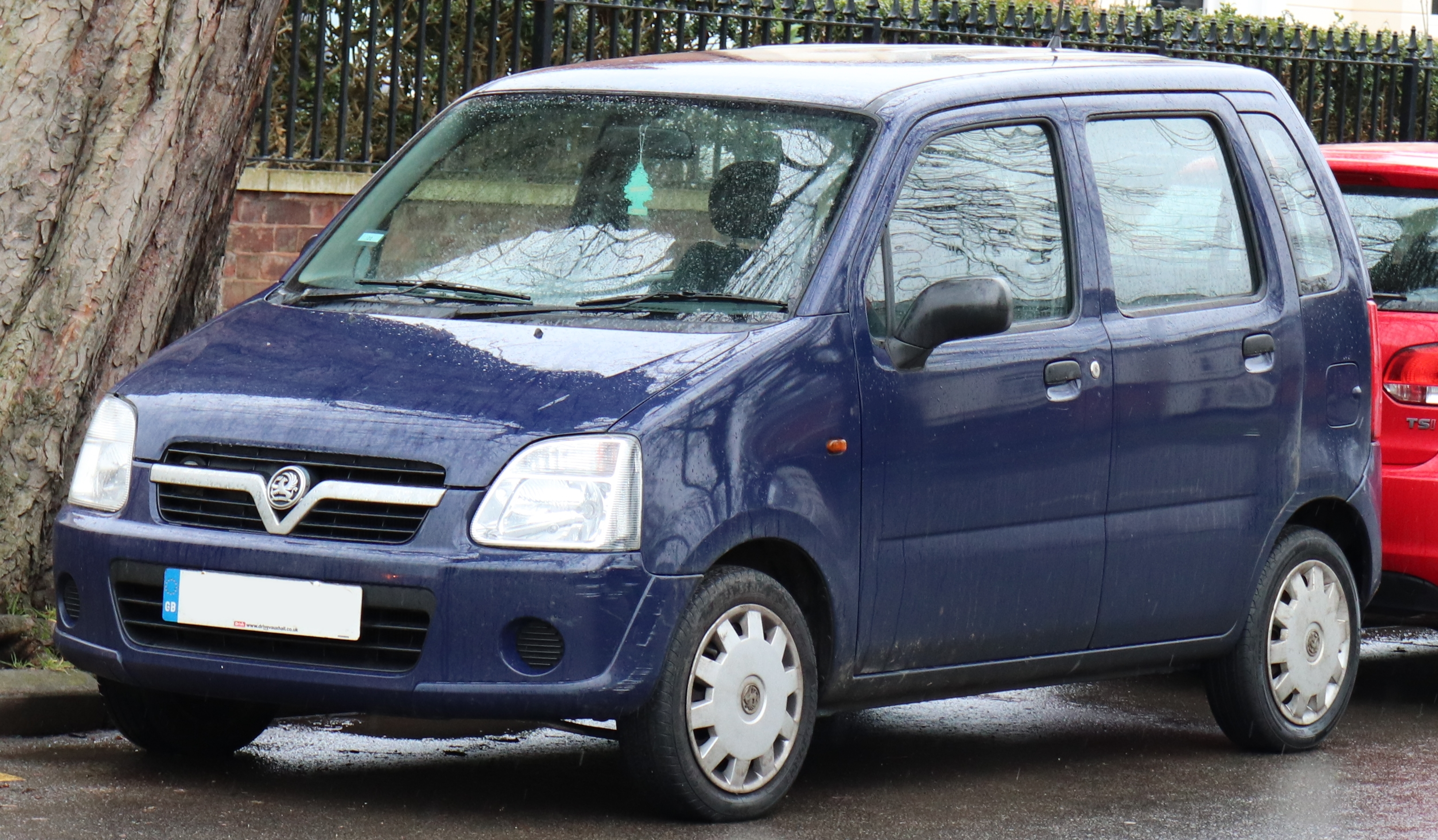
Vauxhall Agila efter ansiktslyftet.

## Agila B (2007–2014)
Den andra generationen Agila, kallad Agila B, utvecklades tillsammans med Suzuki. Suzukis egen modell fick namnet Splash, och förutom små kosmetiska skillnader var modellerna identiska. Modellen presenterades vid bilsalongen i Frankfurt (IAA) 2007, och tillverkning skedde vid Magyar Suzuki-fabriken i Esztergom i Ungern. Modellen ersattes 2014 av Opel Karl och Vauxhall Viva.

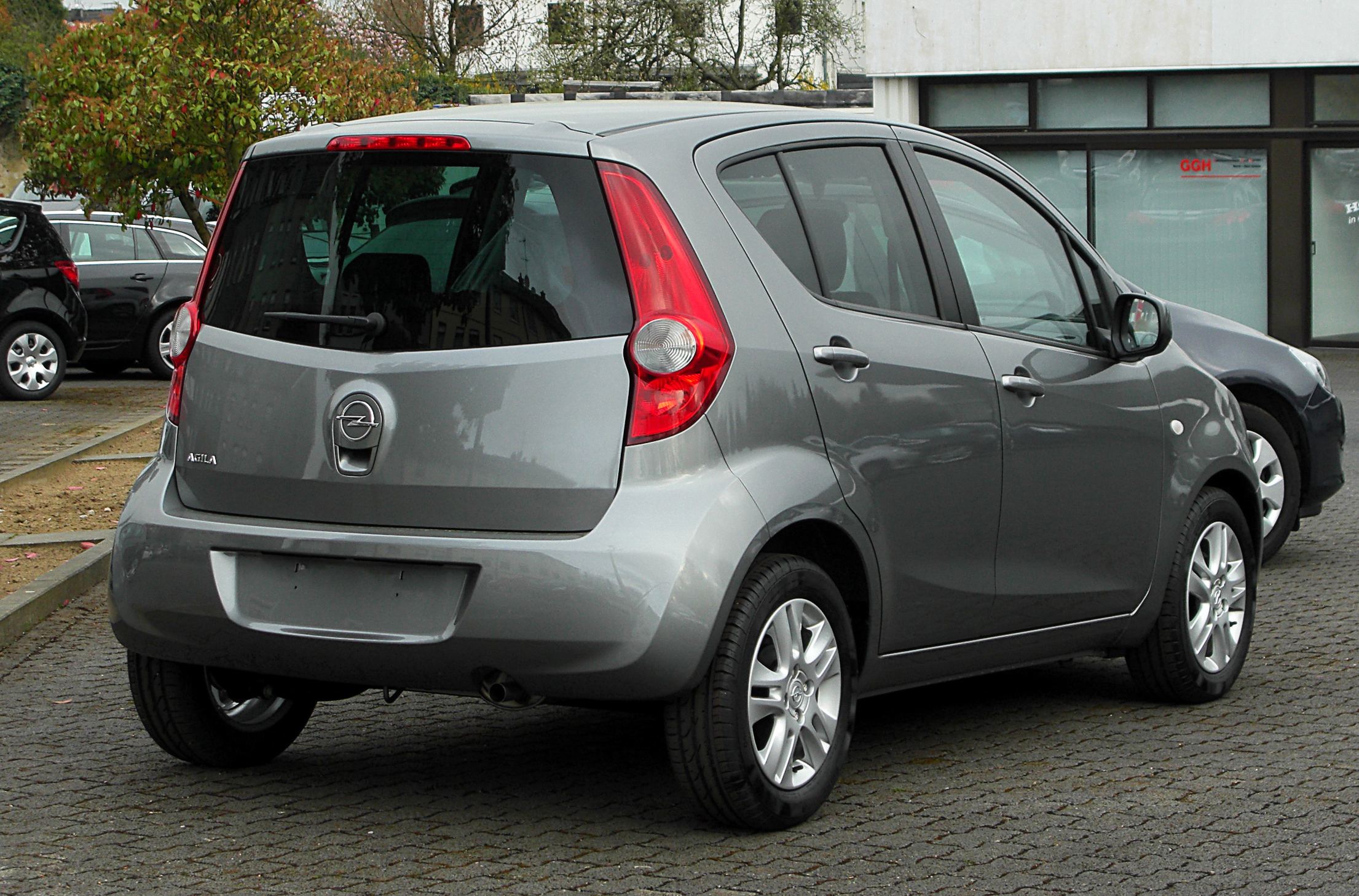
Bakparti.
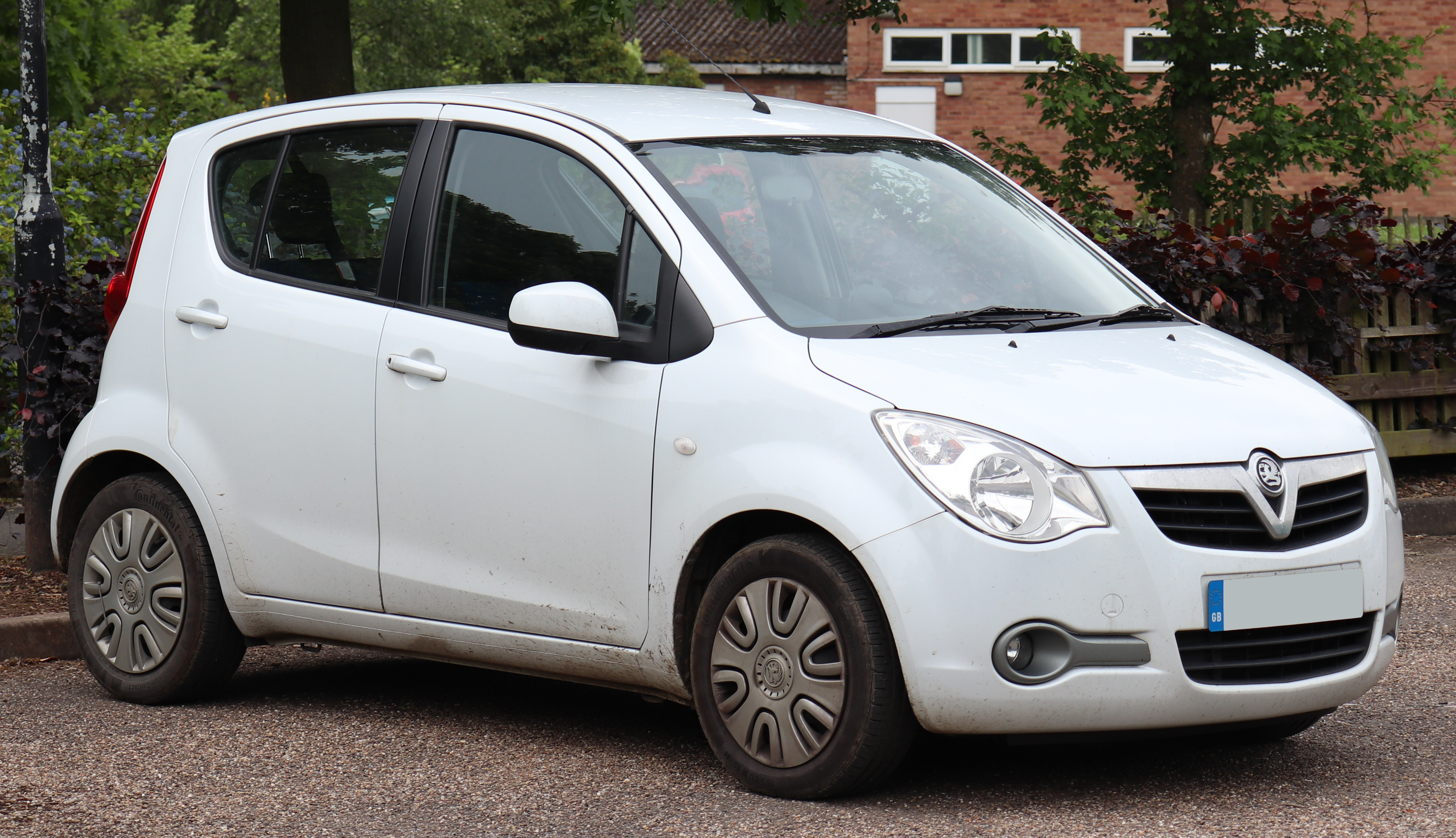
Vauxhall Agila.